# مانشستر جاينتز
مانشستر جاينتز (بالإنجليزية: Manchester Giants)‏ هو فريق كرة سلة إنجليزي تأسس في سنة 2011 يقع في مانشستر. يلعب في دوري كرة السلة البريطاني.

## وصلات خارجية
- الموقع الرسمي